# テスラ・モデルS
モデルS (Model S) は、アメリカのテスラが製造・販売している高級セダンタイプの電気自動車である。

## 概要
ロードスターに続いて2車種目となるテスラの電気自動車で、ボディタイプは「4ドアセダン」と紹介されているが、リアには大型のテールゲートを備えており、厳密にいえば「5ドアハッチバック」となる。2012年6月にアメリカで発売され、2013年からは日本でも発売された。現在は過去にトヨタとGMの合弁で設立されたNUMMIの工場で生産されている。
エクステリアは、シャープなフロントマスクに青色LEDランプを多用する。デザインは、マツダの北米デザインセンターでディレクターを務めていたフランツ・フォン・ホルツハウゼンが担当した。
インテリアは、リサイクル可能なPET樹脂やヴィーガンレザーを用いて高級感を醸し出す。ダッシュボードのインストルメント・パネルに備えた、17型の液晶画面から様々な情報を得る。
オプションで完全自動運転対応機能を購入すると、ソフトウェアアップデートにより準備のできたものから順に有効になる。
2014年10月9日に前輪側にモーターを追加し4輪駆動とした「P85D」を発表、2017年9月24日以降はデュアルモーターAWD（4輪駆動）のみ受注している。
セダン車型であるが、通常の5人分の座席に加えて、オプションでラゲッジスペースに子ども2人が後ろ向きで着座可能なビルトイン補助シートが設定可能である。2019年3月現在は、補助シートのオプションを受け付けていない。
パワートレインは、新規開発された9インチの液冷式モーターを採用した。2019年4月に、モデル3で最初に採用された「永久磁石同期式リラクタンスモーター」を、モデルSに最適化した上で搭載した。前部の永久磁石モーターと後部の誘導モーターを組み合わせて、電費を向上して出力とトルクも増加した。床下に、新規開発されたパナソニック製のリチウムイオン電池18650を搭載した。
2022年11月8日、パワーステアリングシステムの不具合を理由に、リコールした。オンラインでのソフトウェア更新を行う。対象は2017年から2022年までに生産された車両。
日本では「ベネッセコーポレーション」の幼児向け通信教育教材「こどもちゃれんじ」のイメージキャラクターしまじろうがモチーフの「しまじろうカーⅡ」が本車をベースにしている。

## 安全性能
テスラのモデルS、X、3、Yは、アメリカ運輸省道路交通安全局（NHTSA）が実施した正面衝突や、側壁・柱との衝突、横転のシミュレーション試験の衝突安全テストで、最高の5つ星を獲得した。
2014年11月5日、ユーロNCAPコンソーシアムはモデルSの衝突安全テストの結果を公表し、最高評価の5つ星と認定した。

### 事件・事故
2013年10月初頭から6週間の間に、相次いで3件の火災事故が発生した。NHTSAは、最初の火災については自動車の欠陥を示す証拠は見当たらない、とコメントを出したが、会社の株価は下落した。
2016年5月7日にフロリダで、先進運転支援システム（ADAS）であるHardware 1のAutopilotで運転中のテスラ・モデルSが、前方の対向車線から左折したトレーラーの側面に突っ込み、車両が大破して運転手は死亡した。フロリダ高速警備隊の当初の事故報告によると、事故の原因は優先権があったテスラに道を譲らなかったトラック運転手の過失とされる。
自動運転初の死亡事故と誤報されて話題となったが、事故車両のテスラに搭載されていた運転支援機能はレベル2相当で、NHTSAがレベル4やレベル3に区分している自動運転車には該当しない。テスラによると、日差しが強かったためにドライバーも自動運転機能も白い色のトレーラーを認識できず、ブレーキが作動しないままトレーラーの下に潜り込み衝突した。メーカーは「自動運転中でも、運転者はハンドルを持ちながら前を直視すべき」と提唱しているが、37分間の走行中、運転者がステアリングホイールに手を添えていた時間はわずか25秒だった。2017年1月19日にNHTSAは調査報告書を発表し、自動運転システム含めて車両に欠陥はない、とした。
しかし、国家運輸安全委員会（NTSB）は2017年9月12日に、「オートパイロット」の設計上の不備が一因との結論を公表した。事故後テスラは前方監視用単眼センサーを供給するMobileyeとの関係を解消した。ソフトウェアを8.0へ更新し、周囲の障害物検知のためにカメラよりもレーダーを主に利用するようにした。同時に、ドライバーがハンドルから手を離して警告も無視する状況が続けば、Autopilotを強制的に解除するようプログラムに変更を加えた。マスクCEOは9月11日に、バージョン8.0なら先の死亡事故は防げたかとの問いに対し「防げていたかもしれない」と返答した。
2016年9月19日にテンセントの研究チームが、テスラ・モデルSに物理的接触なしで車をハッキングで遠隔操作できる脆弱性があることを初めて実証した。